# El Bismarck
El Bismarck är en ort i Mexiko.   Den ligger i kommunen Ascensión och delstaten Chihuahua, i den nordvästra delen av landet, 1 600 km nordväst om huvudstaden Mexico City. El Bismarck ligger 1 268 meter över havet och antalet invånare är 885.
Terrängen runt El Bismarck är platt åt sydost, men åt nordväst är den kuperad. Terrängen runt El Bismarck sluttar österut. Runt El Bismarck är det mycket glesbefolkat, med 2 invånare per kvadratkilometer. Det finns inga andra samhällen i närheten. Omgivningarna runt El Bismarck är i huvudsak ett öppet busklandskap.